# Federazione calcistica della Repubblica Democratica Tedesca
La Federazione calcistica della Repubblica Democratica Tedesca (in tedesco Deutscher Fußball-Verband der DDR, acronimo DFV) era il massimo organo amministrativo del calcio nella Repubblica Democratica Tedesca.